# Sulav
Sulav (kurdiska: även Solav, Silav, سويلاڤ ,سۆلاڤ) är ett litet samhälle fyra kilometer nordöst om Amedi i norra Irak. Sulav ligger i provinsen Dahuk, 400 km norr om huvudstaden Bagdad. Sulavs bebyggelse sträcker sig främst längs med vägen till Amedi, som går att skåda från Sulav på andra sidan av den djupa Sulav-dalen. I Sulav finns restauranger, kaféer och souvenirbutiker, såväl som ett hotell och ett konstgjort vattenfall, uppfört under Saddam Husseins regim. 